# 暗黃魮
暗黃魮（学名：Barbus nigroluteus）為輻鰭魚綱鯉形目鯉科的其中一個種。被IUCN列為瀕危保育類動物，分布於非洲剛果民主共和國Niari河流域，體長可達2.6公分。

## 扩展阅读
維基物種上的相關：暗黃魮